# Градска лига Краљево
Градска лига Краљево је Општинских лига у фудбал. Општинске лиге су седми ниво лигашких фудбалских такмичења у Србији. Лига броји 14 клубова. Виши ранг је Међуопштинска лига ФСРО.

## Победници свих првенстава
| Сезона   | Бр. клуб. | Првак                | Бодови | Вицепрвак       | Бодови |
| 2019/20. | 14        | ФК Младост, Опланићи | 33     | ФК Слога, Обрва | 30     |

## Клубови у сезони 2019/20.
| Клуб              | Место     |
| ----------------- | --------- |
| ФК Младост        | Опланићи  |
| ФК Шумадија       | Шумарице  |
| ФК Згодачица      | Годачица  |
| ФК Партизан       | Врба      |
| ФК Магнохром      | Краљево   |
| ФК Омладинац      | Дракчићи  |
| ФК Стара Чаршија  | Краљево   |
| ФК Морава         | Мрсаћ     |
| ФК Милаковац 2018 | Милаковац |
| ФК Слога          | Обрва     |
| ФК Студент Витез  | Студеница |
| ФК Будућност      | Самаила   |
| ФК БСК 2014       | Буковица  |
| ФК Коштам Поље    | Делимеђе  |